# Église Saint-Nicolas d'Aubigny-en-Laonnois
L’église Saint-Nicolas d'Aubigny-en-Laonnois est une église située à Aubigny-en-Laonnois, en France.

## Localisation
L'église est située sur la commune de Aubigny-en-Laonnois, dans le département de l'Aisne.

## Historique

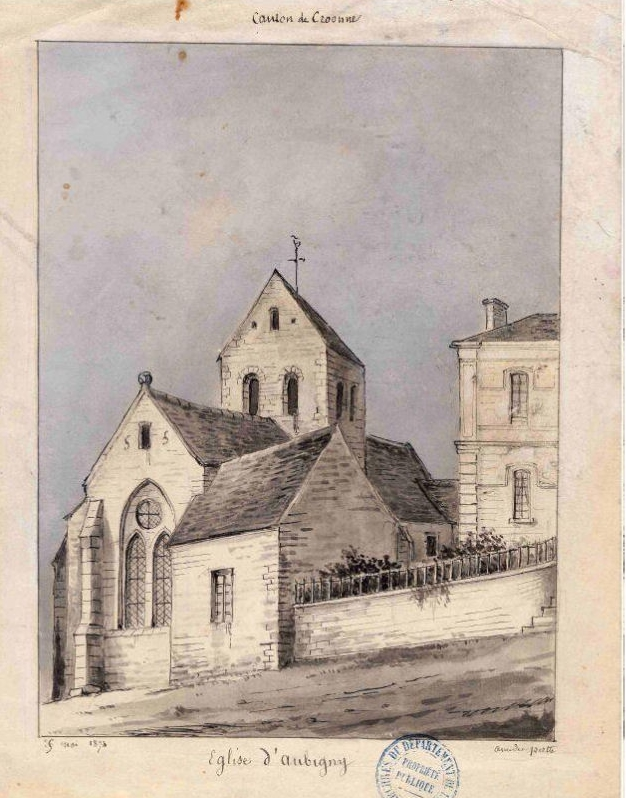
L'église en 1873 - Dessin d'Amédée Piette (1808-1883).